# Маттарнови, Георг Иоганн
Георг Иоганн, урождённый Юрген Маттарнови, Егор Иванович, или Иван Степанович Маттарновий (нем. Georg Johann Mattarnovi; 1677, Хайлигенбайль — 2 ноября 1719, Санкт-Петербург). — архитектор и скульптор немецкого барокко, ученик Андреаса Шлютера в Дрездене. Работал в Санкт-Петербурге. Составил проект планировки Адмиралтейской стороны. Из его оригинальных проектов сохранилось лишь здание Кунсткамеры и фрагмент Зимнего дворца Петра I.

## Биография
Юрген Маттарн родился в Хайлигенбайле, Восточная Пруссия (после 1947 года город Мамоново Калининградской области). С 1696 по 1711 год он работал резчиком по дереву и скульптором у маркграфа Филиппа Вильгельма Бранденбург-Шведтского. В 1698 году изменил своё имя на Георга Иоганна Маттарнови на итальянский манер (итальянские мастера пользовались в этих краях бо́льшим авторитетом). Начал свою профессиональную деятельность в качестве ученика и ассистента немецкого архитектора Андреаса Шлютера.
В 1713 году Маттарнови отправился в Санкт-Петербург вместе со Шлютером и принял на себя проекты Шлютера после его смерти в 1714 году, которых, согласно записям П. Г. Брюса, «было множество».
В 1715 году он разработал план Адмиралтейского острова (с улицами, выровненными по линии Адмиралтейской башни), который затем был реализован его преемником Николаусом Фридрихом Гербелем, разрабатывал проект церкви Исаакия Далматского (1717). Маттарнови участвовал в строительстве грота, кофейни, зверинца и Летнего дворца Петра I в Летнем саду, а также в строительстве Меншиковского дворца, здания Кунсткамеры на Васильевском острове в стиле петровского барокко и части Первого Зимнего дворца Петра I (1716—1719).
Другими проектами Маттарнови были первая невская верфь на Фонтанке напротив Летнего сада (не сохранилась), церковь Святого Пантелеймона для рабочих верфи (в 1735—1739 годах заменена каменной И. К. Коробовым) и дом Крюйса на месте более позднего Малого Эрмитажа. Маттарнови также работал над строительством типовых домов на Петроградском острове для Управления городовых дел.
Cкончался Маттарнови в Санкт-Петербурге. Похоронен на иноверческом кладбище при Сампсониевском соборе. Его могила не сохранилась.
Его сын Иоганн Христиан Маттарнови (1705—?) — живописец, с 1714 года также жил в Санкт-Петербурге. В 1724 году он был направлен в Константинополь, где выполнил «Турецкую серию» картин. Другой сын — Филипп Егорович (1714—1742) родился и работал в Петербурге, гравёр, ученик Г. К. Oснера, Х. А. Вортмана и О. Эллигера Третьего.

## Постройки в Санкт-Петербурге

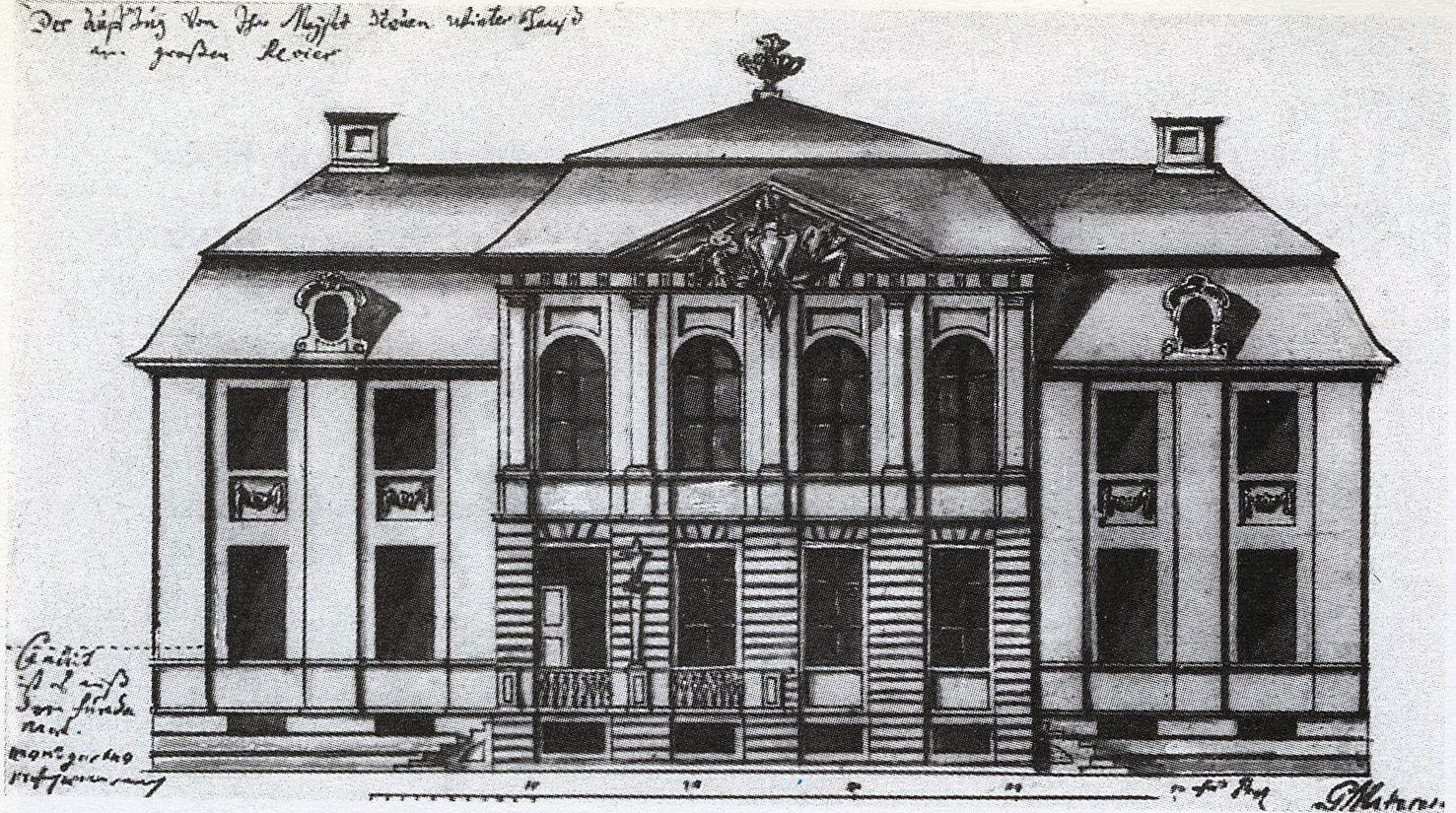
Фасад Первого Зимнего дворца Петра I. 1716

В 1716 году Маттарнови проектирует и начинает строительство Зимнего дворца Петра I. Обнаруженные в XX веке фрагменты петровского дворца, вошедшие некогда в здание Эрмитажного театра стали основой для научной реставрации и создания полноценной экспозиции, посвящённой этому памятнику петровского времени.
В 1717 году Г. И. Маттарнови начал по своему проекту строительство церкви Исаакия Далматского (второго Исаакиевского собора).
В 1718 году Г. И. Маттарнови приступил к постройке Кунсткамеры, которое после его смерти продолжили другие архитекторы.
Участвовал в строительстве и отделке Меншиковского дворца, а также Летнего дворца Петра I в Летнем саду.
В 1715—1719 годах участвовал в строительстве грота в Летнем саду. Там же Маттарнови построил два павильона и галерею-колоннаду, в которой была установлена статуя Венеры.
Маттарнови занимался строительством типовых домов для служащих Канцелярии городовых дел на Городовом острове.